# Antony Gormley

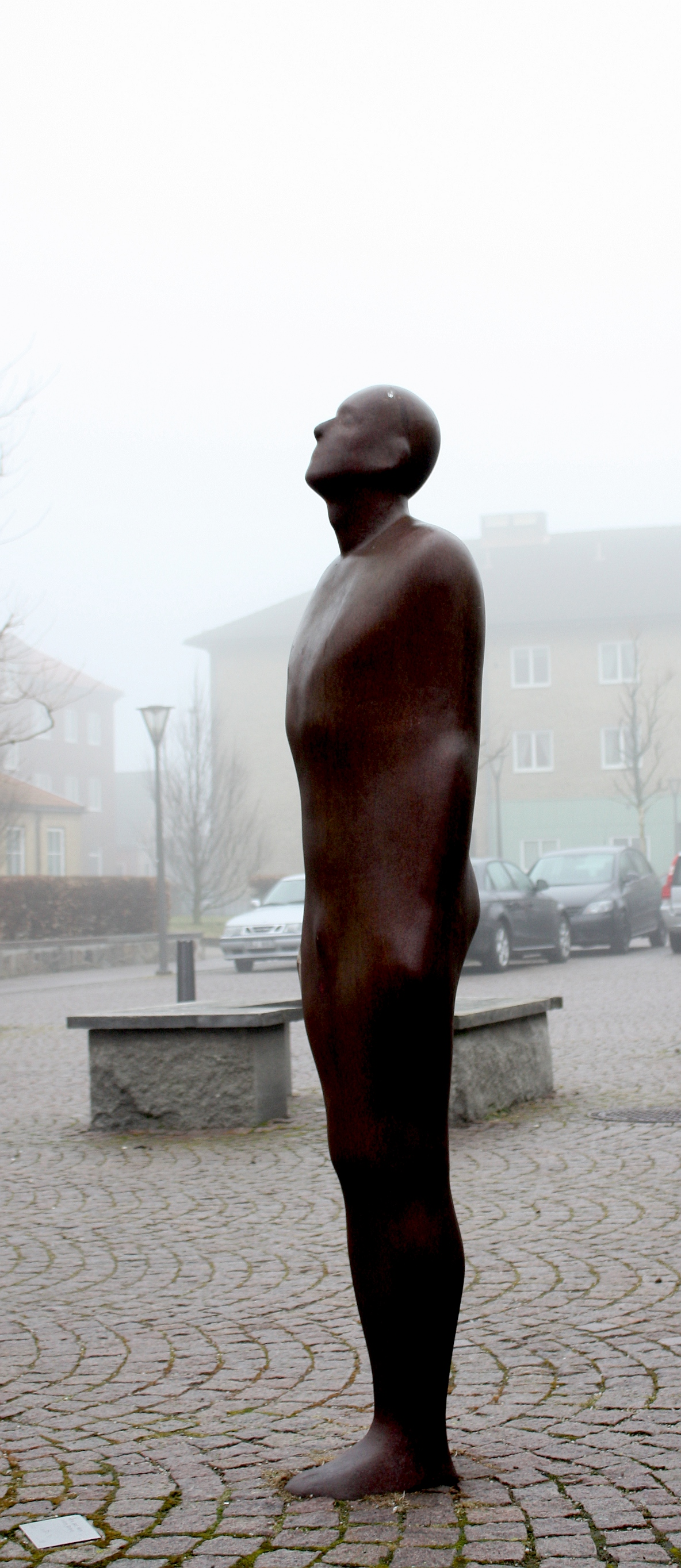
Here and Here i Höganäs.

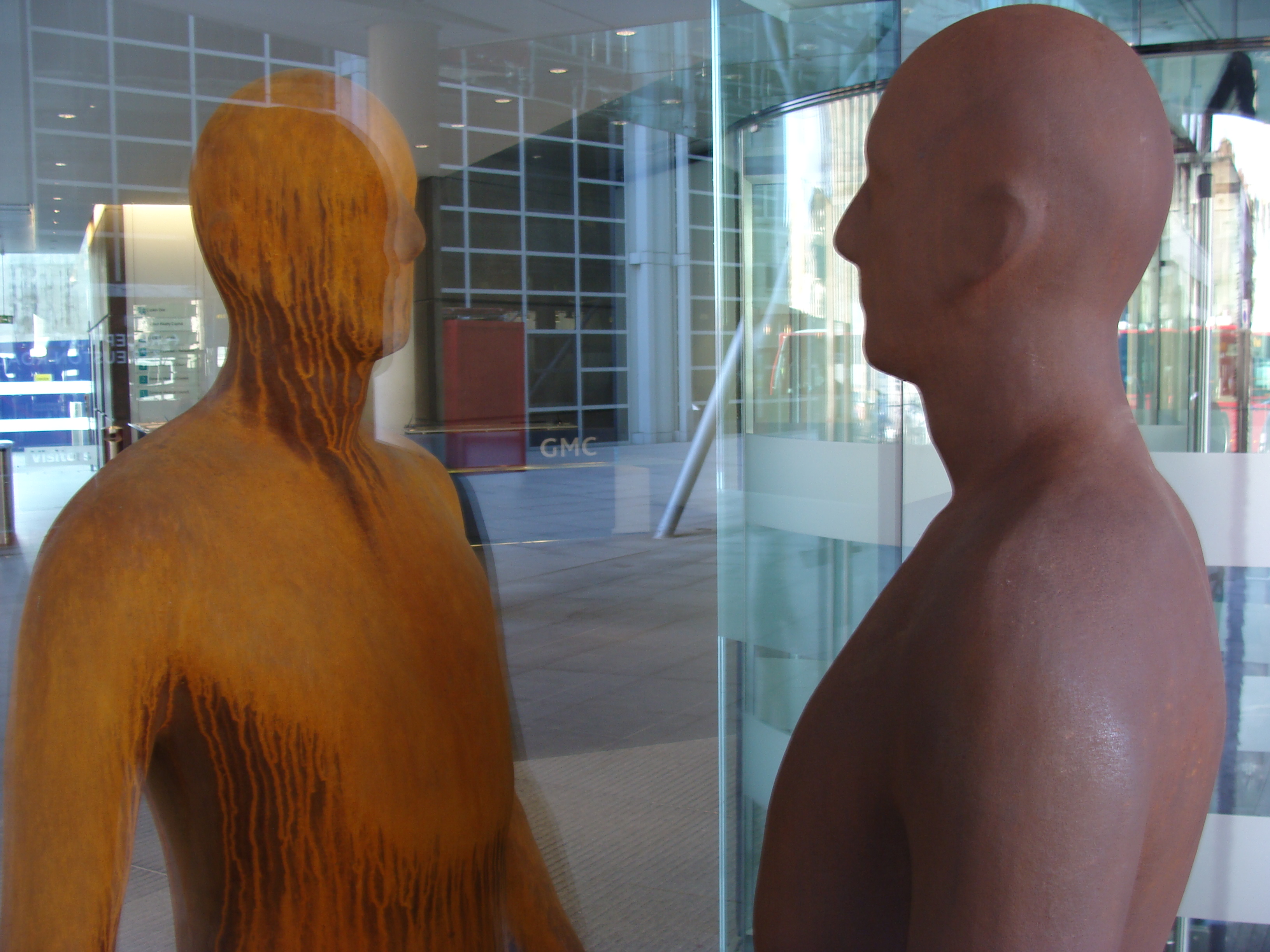
Skulptur på Regent's Place i London.

Antony Mark David Gormley, född 30 augusti 1950 i London, är en brittisk skulptör.

## Levnad
Antony Gormley växte upp som det yngsta av sju syskon i en välsituerad familj i Hampstead. Han studerade arkeologi, antropologi och konstvetenskap på Universitetet i Cambridge 1968–1971 och därefter buddhism i Indien och Sri Lanka 1971–1974. Han utbildade sig på magisternivå i skulptur på Slade School of Art vid University College i London 1974–1979.
Flertalet verk av Antony Gormley tar sin utgångspunkt i människokroppen, bland annat genom avgjutningar av den egna kroppen.
I 2006 års biennal i Sydney skapade han rubriker genom att som sitt eget verk ställa ut installationen Asian Field. Denna bestod av 180 000 små figuriner i keramik, tillverkade av 350 kinesiska bybor under en period av fem dagar av 100 ton lera.
I Sverige utformade han tillsammans med arkitekten David Chipperfield år 2008 en utställningspaviljong för Kivik Art Centre på Lilla Stenshuvud i Kivik. År 2010 medverkade han med installationen Another time VIII vid Borås internationella skulpturfestival.
Utöver tilldelandet av ett flertal konstpriser, såsom Turnerpriset 1994, blev Gormley i början av 2014 också dubbad till riddartiteln Knight Bachelor i London.

## Offentliga verk i urval
- Field
- Sound II (1986), i Winchester Cathedrals krypta
- Iron: Man (1993), Victoria Square i Birmingham
- Another Place (1997), Crosby Beach, nära Liverpool.
- Quantum Cloud (1999),  Greenwich i London
- Angel of the North (1998)
- Time Horizon, the Archaeological Park of Scolaciums Arkeologiska park, nära Catanzaro i
- Filter (2002), Manchester Art Gallery
- Here and Here (2002), Höganäs
- Händelsehorisont (2007–2010), Themsens södra strand i London (2007) och Madison Square (Manhattan, 2010)
- Utställningspaviljong (2008), betong, i Kivik Art Centre, (tillsammans med arkitekten David Chipperfield)[17]
- Another time VIII (2010), installation, Borås

## Bildgalleri

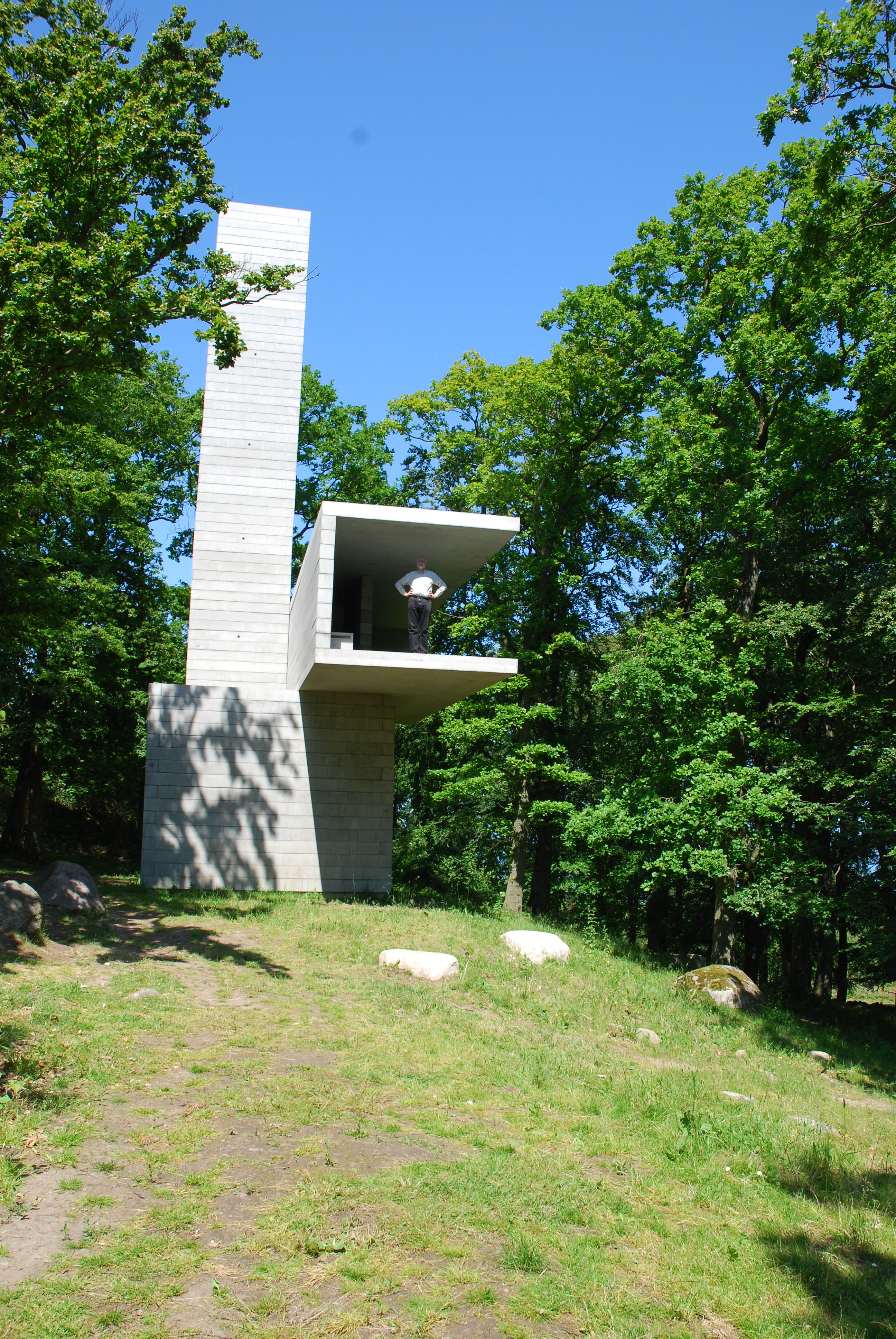
Antony Gormleys och David Chipperfields Sculpture for an objective experience of architecture (2008), Kivik Art Centre
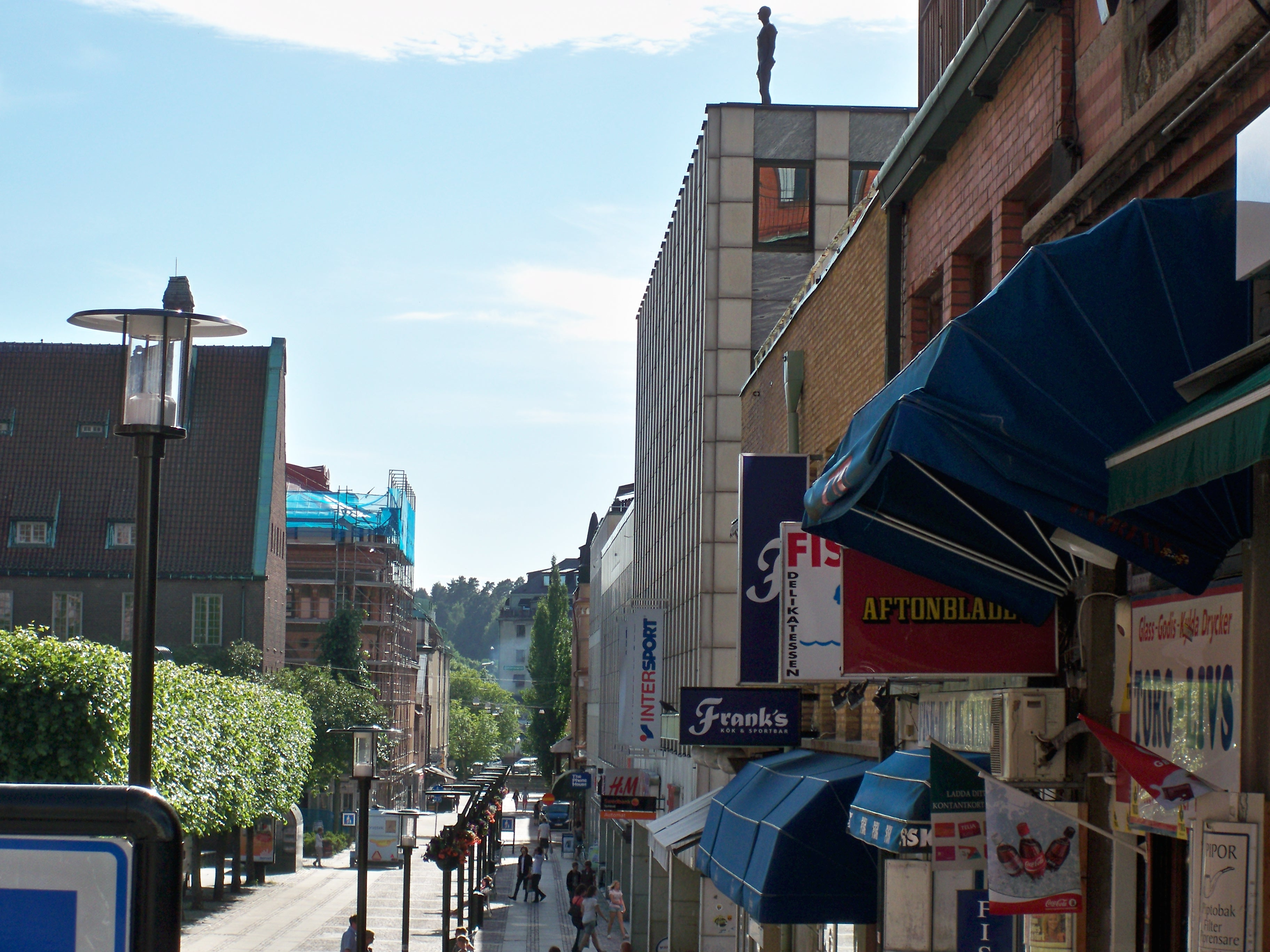
Another time VIII, Borås (2010) Inom ramen för projektet Händelsehorisont, (2007-10)
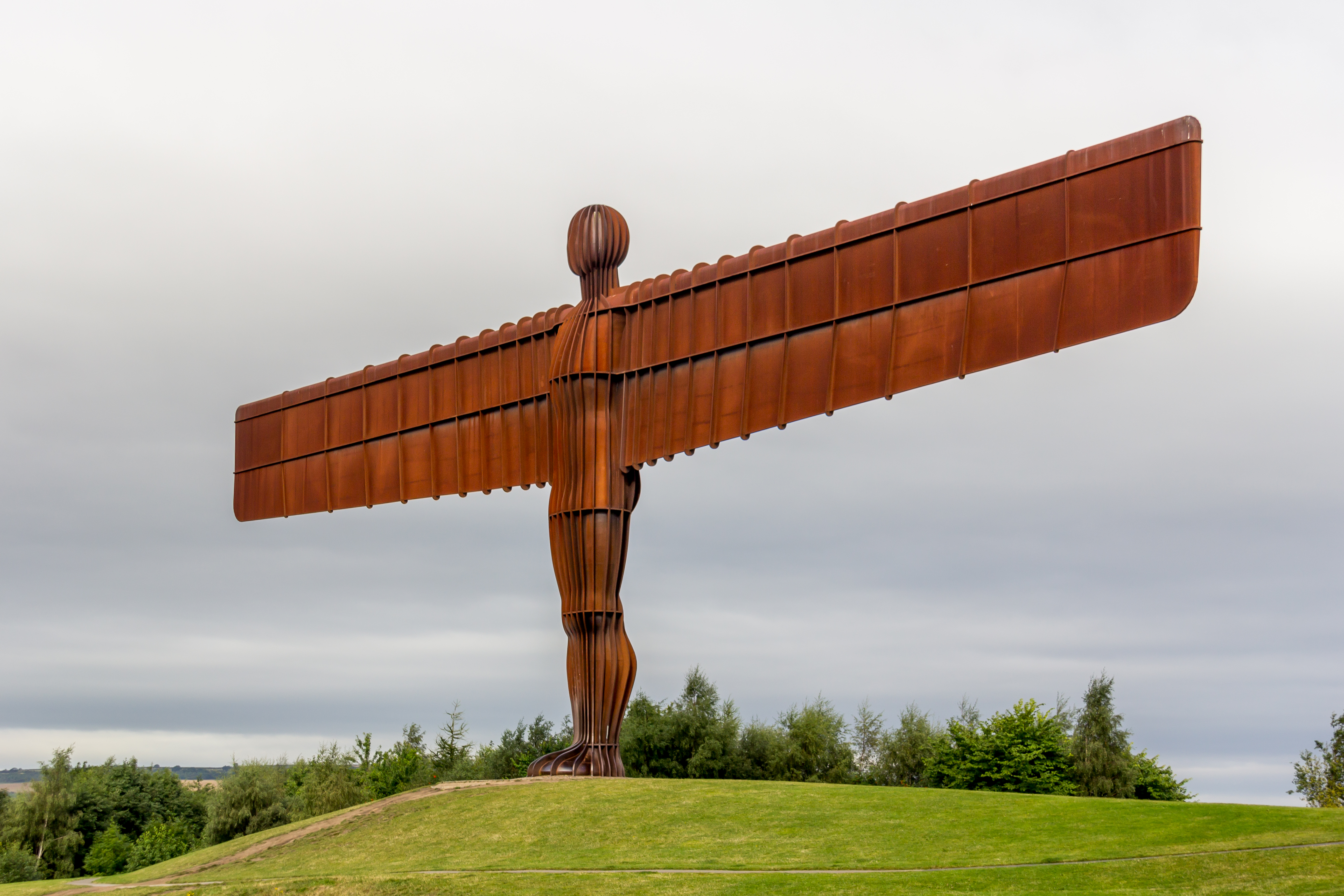
The Angel of the North av Antony Gormley, 1998. Gateshead
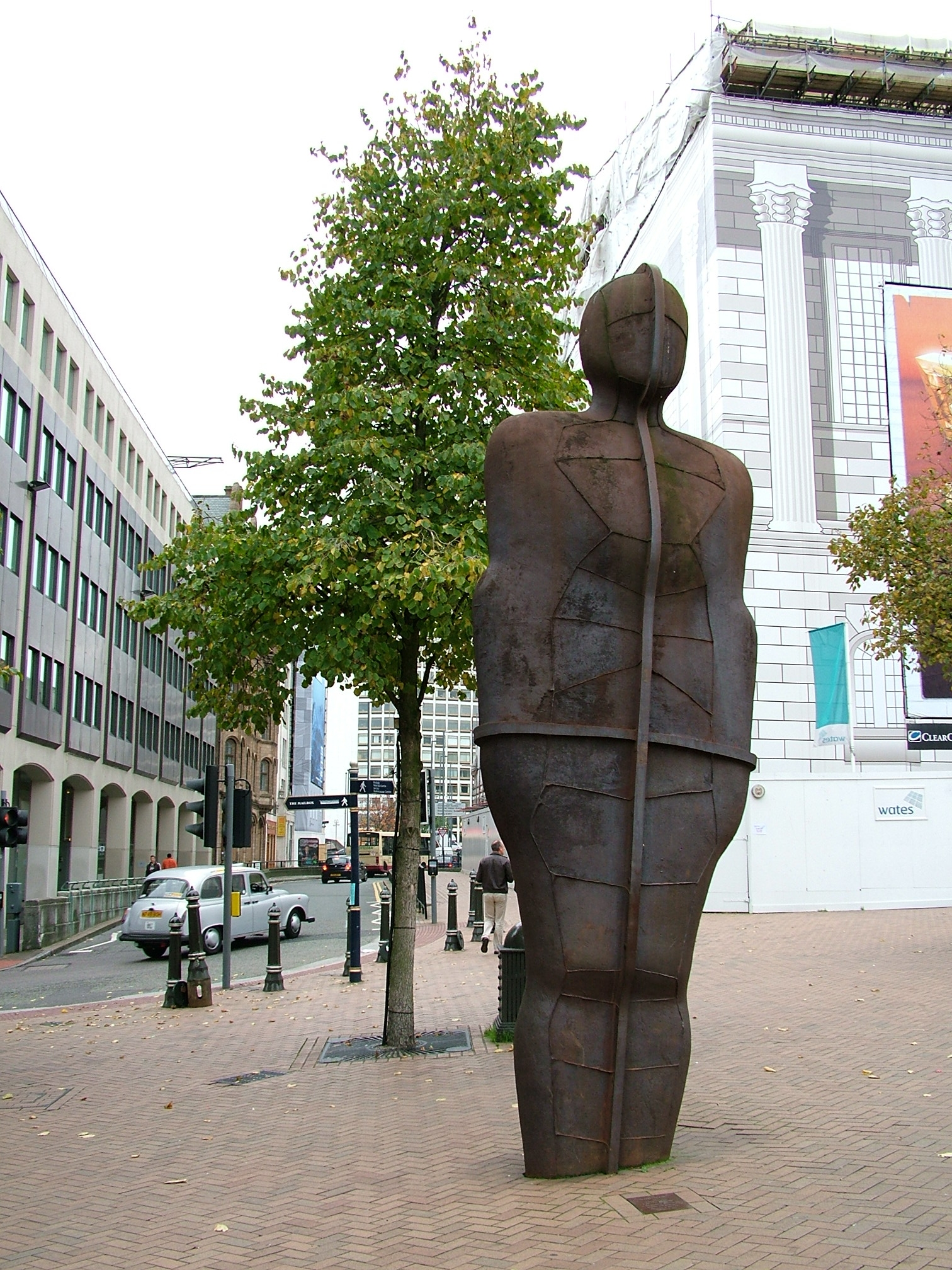
Iron: Man, i Birmingham
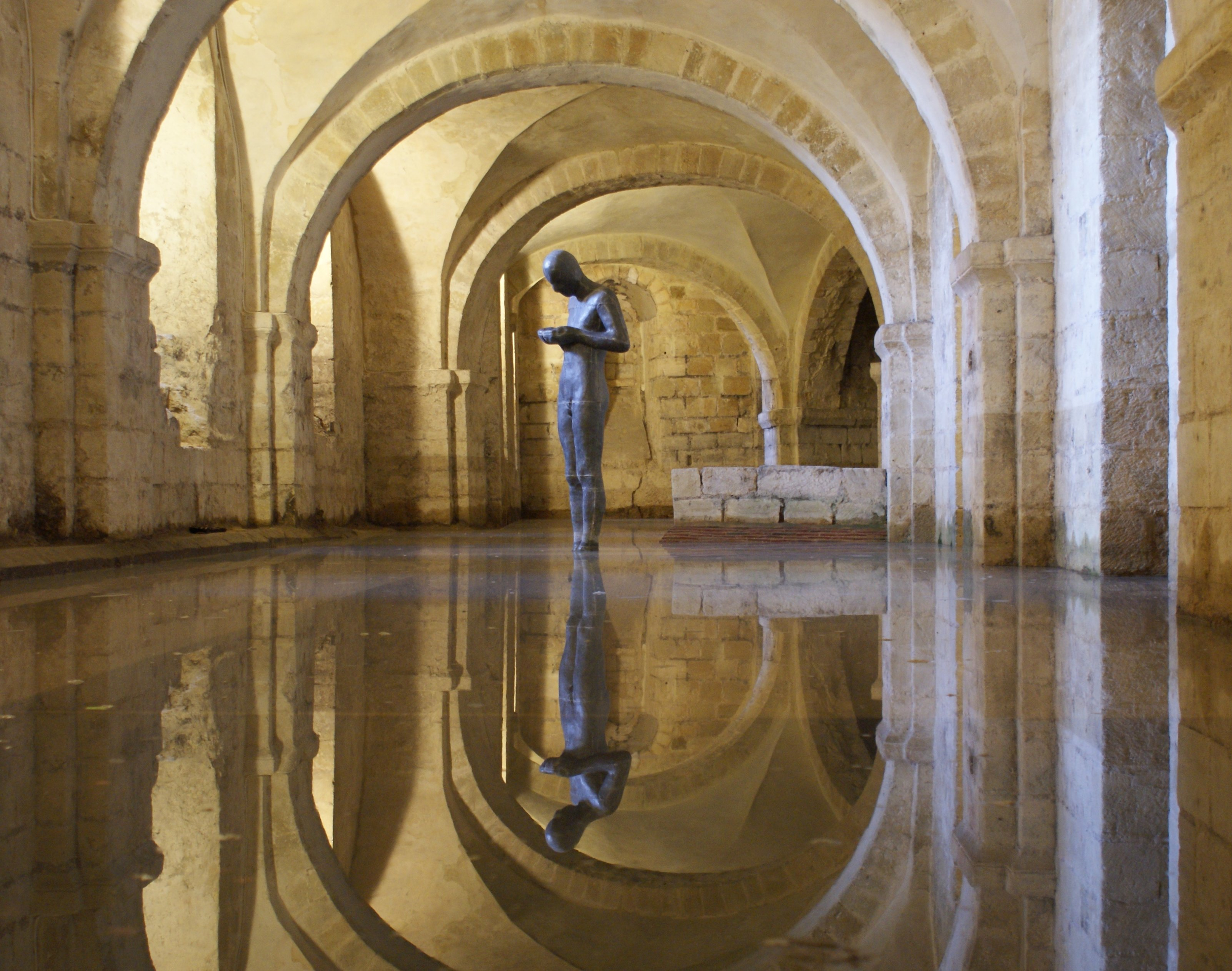
Sound II, 1989
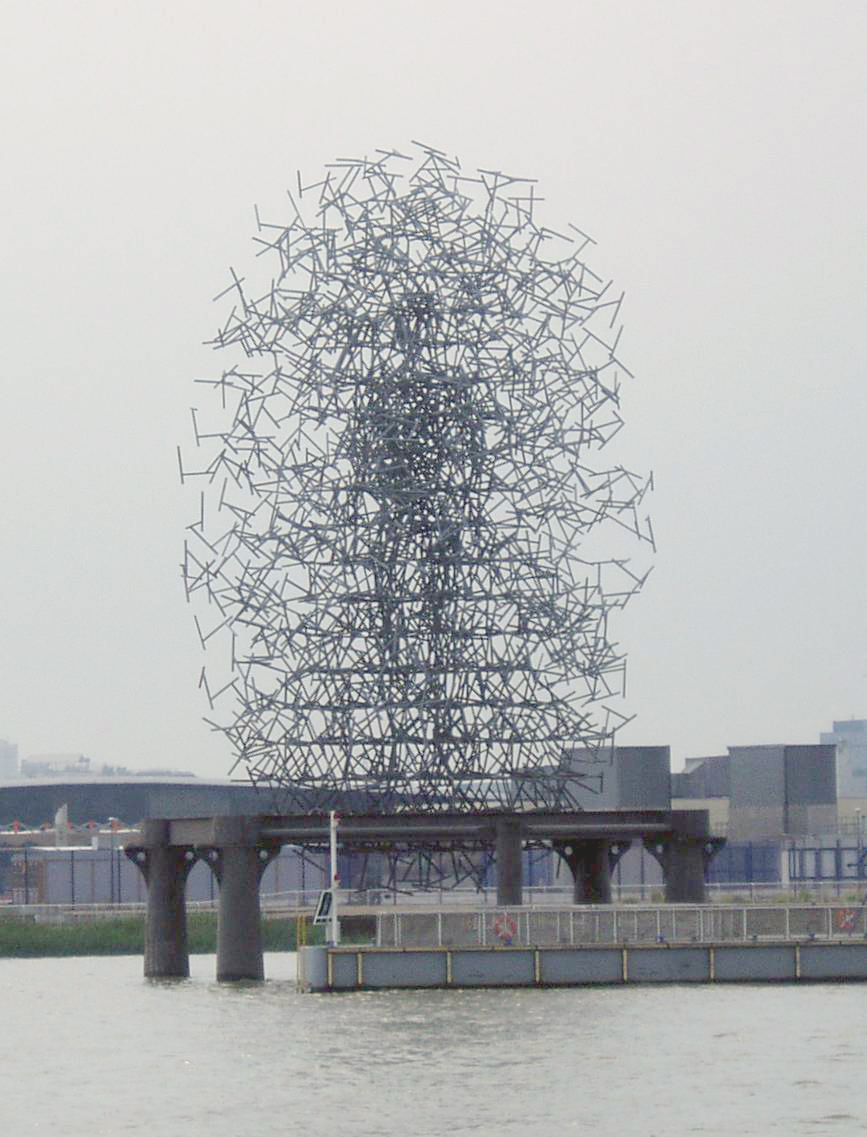
Quantum Cloud, 2000
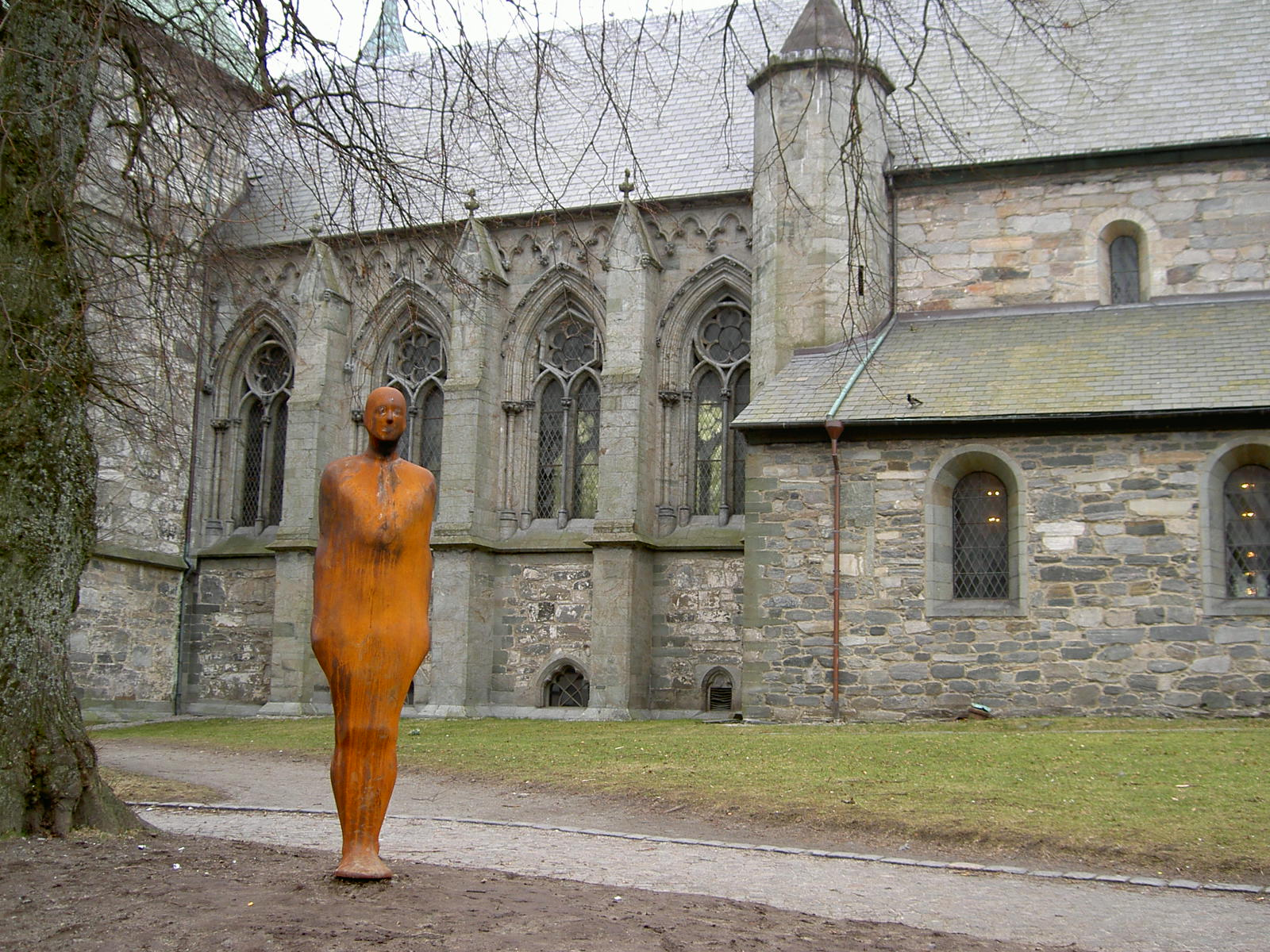
Broken Column, 2003